# Врецьона Володимир Омелянович
Володи́мир Врецьо́на , «Влодек» (11 червня 1907, м. Винники — †4 вересня 1967, Нью-Йорк, США) — член куреня Лісові Чорти від 1928 до 1960 року, лікар, член ОУН, комендант пластової округи Львів-місто 1928–1930, очолював провід підпільного Пласту 1931–1932, причасний при творенні Тимчасового Правління Ярослава Стецька 1941, член-засновник Українського Лікарського Товариства в США та Українського інституту Америки.
Закінчив філію Академічної гімназії у Львові (1926 р.). За освітою — медик. Почавши однорічну лікарську практику, працював у жіночій клініці Львова.
З 1936 року і до другої світової війни мав практику в Сколе.Очолював провід підпільного Пласту 1931—1932 рр., причетний до утворення Тимчасового Правління Ярослава Стецька у 1941 р.
Воєнні дії примусили його покинути місце своєї лікарської праці у Сколе та переїхати на Захід. У Кракові працював в жіночій клініці, щоб продовжувати розпочату ще у Львові спеціалізацію в гінекології. У вільний від лікарської праці час д-р В. Врецьона, був дуже активний у революційних колах ОУН, що готувалися тоді до повернення в Україну. Провід доручив йому керувати  медично-санітарною роботою. Він організовував для членів ОУН курси організаційно-санітарної справи та курси першої допомоги під час воєнних дій для української громади в Кракові.
Коли влітку 1941 р. постала можливість, д-р В Врецьона був одним з перших, кого вислала  організація через існуючи ще тоді кордони до Львова, щоб він організував там  медично - санітарну службу. Увесь вільний час 1941-1942-х рр. присвячував Українському Червоному Хресту.  З дружиною д-ром Біленькою, д-ром T. Воробцем та д-ром M. Григорчуком організував при організації мережі станиць і санітарних пунктів по всій Західній Україні.
Головна і найважча праця в УЧХ припала д-рові В.Врецьоні, коли ранньою зимою німці звільнили полонених українців, колишніх військових радянської армії. Без жодного санітарного огляду випущено на волю сотні тисяч полонених, багато з яких або вже були хворі або щойно заразилися плямистим тифом. Пророблена тоді Українським Червоним Хрестом робота залишиться на сторінках нашої історії. А д-р В.Врецьона був один з головних працівників УЧХ, що несли допомогу нашим полоненим.
Після ліквідації німцями УЧХ д-р В. Врецьона став керівником Лікарської Палати у Львові, залишаючись на посаді аж до приходу комуністів у 1944 році.
Внаслідок воєнних дій у 1944 році виїжджає до Австрії, де працює лікарем у Сан-Пальтен, а опісля — при ІРО в Зальцбурзі.
У вересні 1949 року прибув до США і, склавши лікарські іспити в штаті Нью-Йорк, почав працювати в шпиталі в Бей-Шор на Лонг-Айленді. Останніх шість років працював приватним лікарем, там же. Член-засновник Українського Лікарського Товариства в США та Українського Інституту Америки. Виступав з доповідями для Відділу Нью-Йорк у 1952-53 роках, був головою Наукового З'їзду УЛТПА в Чикаго в 1966 році.
Несподівано помер у Бей-Шор, штат Нью-Йорк, США, 4 вересня 1967 року. Похований у Торонто на цвинтарі Park Lawn.
Брат Євген Врецьона — відомий діяч УВО, ОУН, УГВР.